# Oberuhna

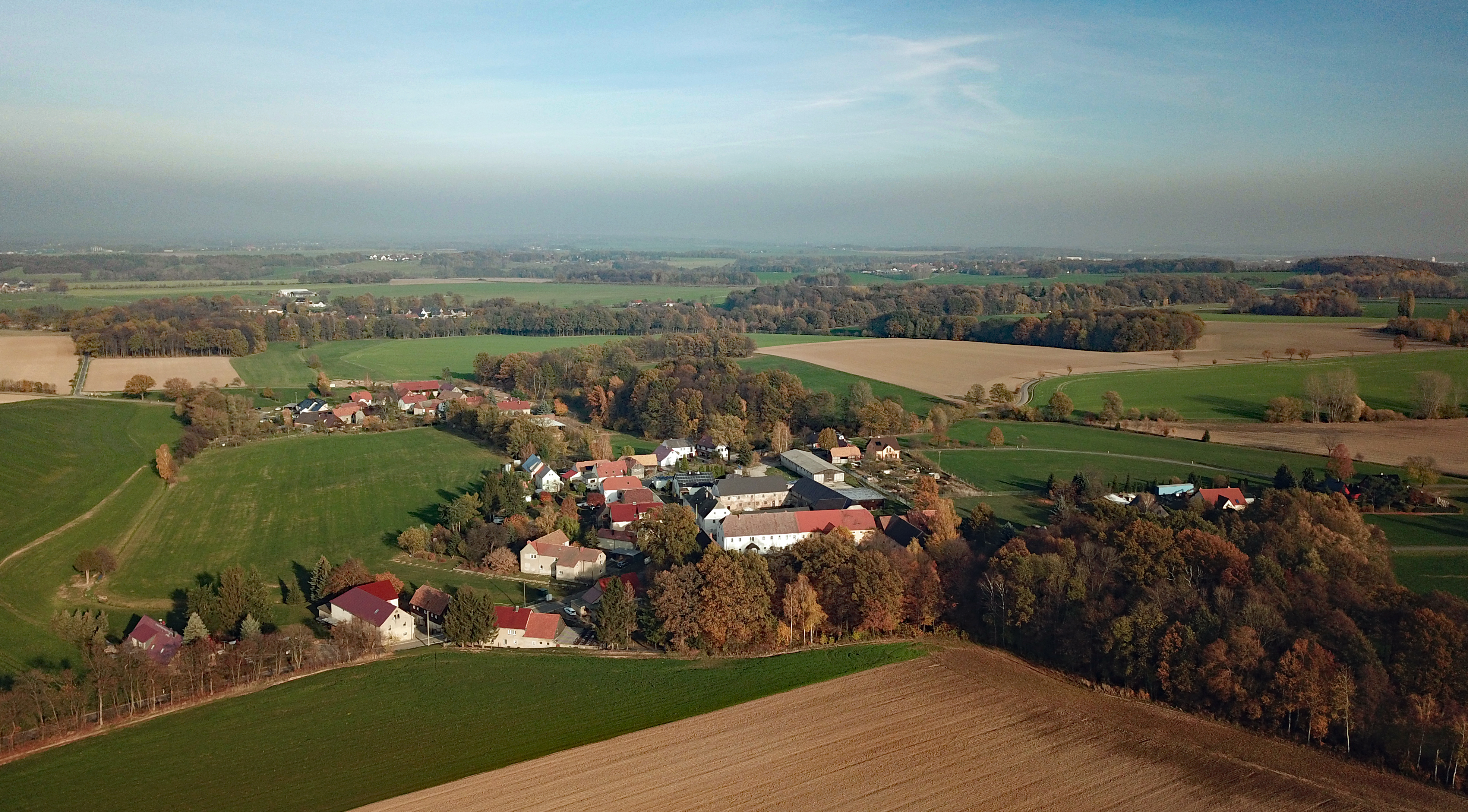
Luftbild (im Hintergrund Niederuhna)

Oberuhna, obersorbisch Horni Wunjowⓘ, ist ein Dorf im ostsächsischen Landkreis Bautzen und gehört seit 1999 zur Großen Kreisstadt Bautzen. Seit 2007 zählt es offiziell als Stadtteil. Das benachbarte Niederuhna (Delni Wunjow) gehörte bis 2020 offiziell ebenfalls zum Stadtteil. Oberuhna liegt in der Oberlausitz und befindet sich im Siedlungsgebiet der Sorben.

## Geografie
Der Ort befindet sich etwa sechs Kilometer nordwestlich des Bautzener Stadtzentrums am Nordhang des sogenannten Perleberges (215 m) bei Bolbritz.
Siedlungsgeschichtlich ist Oberuhna ein erweiterter slawischer Rundweiler mit einem Gutshof im südlichen Teil des Dorfes. Das nur wenige Dutzend Meter nördlich gelegene Niederuhna wurde ebenfalls als Rundweiler angelegt, verfügte aber nie über ein eigenes Gut.
Die Nachbarorte sind Schmochtitz im Nordosten, Salzenforst im Südwesten, Bloaschütz im Süden und Bolbritz im Südwesten.

## Geschichte
Oberuhna wurde erstmals 1359 als Unaw erwähnt. Bereits 1404 wird es als Rittersitz genannt; zu Beginn des 16. Jahrhunderts gehört es zwischenzeitlich zum Rittergut Milkwitz, bevor es 1580 wieder als eigenes Rittergut besteht und das bis ins 19. Jahrhundert bleibt. Die mehrheitlich evangelischen Bewohner sind seit der Reformation nach Göda eingepfarrt.
Niederuhna wurde erstmals 1500 getrennt von Oberuhna als Clein Vnaw genannt. Die Grundherrschaft lag hier auch über 1580 hinaus beim Rittergut Milkwitz, wobei das Oberuhnaer Gut spätestens im 18. Jahrhundert Ortsanteile besaß. Von der Mitte des 17. Jahrhunderts bis 1866 waren die beiden Orte auch kirchlich voneinander getrennt, da Niederuhna während dieser Zeit nicht nach Göda, sondern nach Neschwitz gepfarrt war.
Bis 1936 waren Oberuhna (mit Löschau als Ortsteil) und Niederuhna jeweils eigenständige Landgemeinden und wurden als solche am 1. April des Jahres nach Schmochtitz sowie 1948 gemeinsam mit diesem nach Salzenforst eingemeindet. Von 1969 bis 1994 war Oberuhna Ortsteil der Einheitsgemeinde Salzenforst-Bolbritz, zwischen 1994 und 1999 Teil der Gemeinde Kleinwelka und schließlich seitdem Teil der Stadt Bautzen.

## Bevölkerung
1834 lebten im heutigen Ortsteil insgesamt 159 Menschen, davon 81 in Ober- und 78 in Niederuhna. Arnošt Muka ermittelte 1884/85 Einwohnerzahlen von 97 bzw. 79, davon waren 93 (96 %) bzw. 74 (94 %) Sorben. Der Gebrauch der sorbischen Sprache ist im 20. Jahrhundert stark zurückgegangen. Ihren historischen Höchststand erreichte die Einwohnerzahl Anfang des 20. Jahrhunderts, als Oberuhna 163 und Niederuhna 72 Bewohner hatte (1910). 
Im Jahr 2000 hatten Ober- und Niederuhna zusammen noch 111 Einwohner, 2012 waren es nur mehr 85; das entspricht einem Rückgang von fast einem Viertel in nur zwölf Jahren.
2010 waren von 78 Einwohnern 54 evangelisch (69,2 %), neun katholisch (11,5 %) und 15 gehörten keiner oder einer anderen Religionsgemeinschaft an (19,2 %).